# Trasimaco
Trasimaco (in greco antico: Θρασύμαχος?, Thrasýmachos; Calcedonia, 460 a.C. circa – dopo il 413 a.C.) è stato un filosofo e oratore greco antico.
Poche e controverse sono le notizie sulla sua vita: sappiamo che nacque a Calcedonia e che prese parte alla vita politica di Atene, dove giunse nel 427 a.C. Incerta è la data della morte, come incerta è la notizia che vorrebbe si fosse suicidato.
Per quanto riguarda invece la sua attività di sofista, sappiamo che scrisse molte opere di retorica, tra cui importanti trattati sullo «stile medio» - opere di cui non ci restano che scarsi frammenti. La fama di Trasimaco, tuttavia, è dovuta al Libro I della Repubblica di Platone, dove svolge il ruolo di interlocutore di Socrate.

## Il pensiero: tra retorica e politica
Sappiamo che Trasimaco, sofista minore del V secolo a.C., nel corso della propria attività si occupò principalmente di retorica e politica. Per quanto riguarda la prima, Trasimaco è tra i principali sofisti ad occuparsi del cosiddetto «stile medio» o «misto», cioè quello stile retorico nato dalla commistione del sublime con l'umile. Oratore raffinato, pare fosse abilissimo nell'incitare il pubblico all'ira come al pianto, e per questo lodato e gettonato come insegnante.
Per quanto riguarda la sua attività politica, Trasimaco partecipò alla vita di Atene con vari discorsi pubblici. Il più importante di questi, intitolato Sulla costituzione, è dedicato alla costituzione ateniese e alla crisi del governo democratico. Il sofista individua la causa del declino in cui versa la polis nella cattiva condotta dei governanti, i quali si sono distaccati dalla costituzione degli antenati ingenerando scontri intestini: per favorire la concordia si dovrà allora tornare alla costituzione dei padri (in particolare alla lezione di Solone), che è semplice e retta guida per i cittadini (si noti che tali argomenti erano tipici della propaganda oligarchica).

### Trasimaco nelLibro IdellaRepubblica
La fama di Trasimaco come filosofo politico, tuttavia, è dovuta a Platone, che lo scelse come interlocutore di Socrate nel Libro I della Repubblica. Si è molto discusso sulla datazione di questo libro, anteriore agli altri che compongono l'opera: in particolare, si è messo in relazione il personaggio di Trasimaco con quello di Callicle nel Gorgia, per via delle consonanze tra le tesi proposte dai due. Callicle individua il bene con il piacere: felice è colui che, grazie alla propria forza, è in grado di soddisfare ogni desiderio e sottomettere i più deboli. Similmente, Trasimaco definisce la giustizia come l'utile del più forte: è il più forte a dettare legge secondo i propri interessi, e quindi a essere felice. Da ciò si è ipotizzato che il Libro I della Repubblica e il Gorgia siano pressoché contemporanei, e pertanto la loro stesura andrebbe collocata attorno al 390 a.C. Qualche studioso ha inoltre avanzato l'ipotesi che il Libro I fosse stato in un primo momento pubblicato come dialogo a sé stante, forse intitolato Trasimaco, e solo successivamente inglobato nella Repubblica - tesi che però desta non poche obiezioni.
Veniamo ora alle tesi sostenute da Trasimaco nella Repubblica. Il sofista fa il suo ingresso nella discussione in 336b, dopo aver ascoltato il dialogo tra Socrate, Cefalo e Polemarco sulla giustizia, e il suo esordio si dimostra piuttosto violento, tanto da intimorire Socrate e gli altri interlocutori. Questo tipo di approccio è perfettamente in linea con l'ideale di pleonexia al quale aderisce Trasimaco. La tesi di Trasimaco ruota attorno ad una visione utilitaristica della giustizia, articolata in due tesi: dapprima egli sostiene che «il giusto (dikaion) è l'utile (sympheron) del più forte», mentre in seguito, nello sviluppo del discorso, aggiunge che «la giustizia è un bene altrui». Ogni governo, infatti, promulga le leggi in base al proprio utile, e in base al proprio utile stabilisce quindi cosa sia giusto per i sudditi, punendo i trasgressori di conseguenza. È così che  i regimi tirannici promulgano leggi tiranniche, le democrazie leggi democratiche, e via dicendo, secondo il proprio bene. D'altra parte, però, ne risulta che la legge reca danno a chi obbedisce, poiché osservandola, e quindi perpetrando l'utile di chi comanda, i sudditi faranno del bene ai potenti, rendendo felici loro e non certo se stessi. Come fa notare Vegetti, l'identificazione di potere e ingiustizia permette a Trasimaco di sostenere che l'ingiusto, essendo forte, è in grado di sopraffare i giusti (più deboli), e quindi di trarne felicità. Tale identificazione, tuttavia, non è basata su un assunto logico, ma su una fallacia retorica, poiché dalla prima tesi risulta che il potere, all'atto della promulgazione della legge, è eticamente neutro. È dunque possibile ipotizzare, seguendo Vegetti, che Platone attribuisca a Trasimaco la seconda tesi come conseguenza della prima con lo scopo di dimostrare come il rigorismo del sofista e le sue tesi sulla neutralità etica del potere portino in realtà all'affermazione del potere autarchico del tiranno. Vi è inoltre da notare che la somiglianza di tali conclusioni con quanto affermato da Callicle, pone la questione se Trasimaco abbia effettivamente sostenuto queste tesi, o se esse invece siano state attribuite al sofista da Platone.

## Opere principali
Di Trasimaco, come già ricordato, non ci restano che pochi frammenti in testimonianze indirette. Tra le sue opere, le principali dovevano essere:
- Sulla costituzione (410 a.C. circa), dedicata al tema della costituzione ateniese e al ritorno ai valori dei padri, in particolare Solone;
- Per i Laresei (DK 85 B2), opera dedicata alla situazione politica della Tessaglia, in cui proponeva un ideale panellenico in funzione antimacedone;
- Grande trattato (DK 85 B3-7a), opera di argomento retorico.